# Jaroslav Koutský
Jaroslav Koutský (* 5. února 1953) je český advokát, bývalý politik za KDU-ČSL, po sametové revoluci československý poslanec Sněmovny národů Federálního shromáždění.

## Biografie
Ve volbách roku 1992 byl zvolen za KDU-ČSL do české části Sněmovny národů (volební obvod Severočeský kraj). Ve Federálním shromáždění setrval do zániku Československa v prosinci 1992.
V komunálních volbách roku 1990 byl za KDU zvolen do zastupitelstva města Most. Stal se i členem rady města, ale v roce 1992 zastupitelstvo opustil. V komunálních volbách roku 1994 kandidoval neúspěšně za KDU-ČSL do mosteckého zastupitelstva a opakovaně se bez úspěchu pokoušel na listině KDU-ČSL o zvolení i v komunálních volbách roku 1998, komunálních volbách roku 2002 a komunálních volbách roku 2006. V komunálních volbách roku 2010 se neúspěšně o zvolení snažil na kandidátní listině TOP 09 . Profesně se uvádí jako advokát.
Do roku 2011 se uváděl jako člen Českého tenisového svazu z klubu TJ Sokol Třebenice. Zároveň eviduje Česká asociace stolního tenisu jistého Jaroslava Koutského narozeného roku 1953, z oddílu TJ Sokol Třebívlice.